# Dusi
Dusi là một thị trấn thống kê (census town) của quận Tiruvanamalai thuộc bang Tamil Nadu, Ấn Độ.

## Địa lý
Dusi có vị trí 12°46′B 79°41′Đ / 12,77°B 79,68°Đ Nó có độ cao trung bình là 74 mét (242 feet).

## Nhân khẩu
Theo điều tra dân số năm 2001 của Ấn Độ, Dusi có dân số 5102 người. Phái nam chiếm 50% tổng số dân và phái nữ chiếm 50%. Dusi có tỷ lệ 60% biết đọc biết viết, cao hơn tỷ lệ trung bình toàn quốc là 59,5%: tỷ lệ cho phái nam là 71%, và tỷ lệ cho phái nữ là 48%. Tại Dusi, 13% dân số nhỏ hơn 6 tuổi.